# 박동희 (야구인)
박동희(朴東熙, 1968년 1월 4일 - 2007년 3월 22일)는 전 KBO 리그 롯데 자이언츠와 삼성 라이온즈의 투수이다. 선동열과 함께 시속 150km이 넘는 구속을 선보였던 박동희는 부산고등학교와 고려대 시절부터 크게 기대를 받았던 투수였기에 수퍼 베이비라는 별명이 붙었고, 이와 동시에 선수 생활 내내 부상에 시달려 오면서 끝내 빛을 보지 못했다는 이유로 비운의 천재라는 별명도 가지고 있다. 2007년 다이너스티 차량을 타고 가다 광안동에서 단독 사고로 사망했다.

## 프로 선수생활

### 프로 입단 이전
시속 150km가 넘는 빠른 강속구가 주무기였던 그는 고려대학교 체육교육학과 시절, 1988년 서울 올림픽 국가대표팀에 선출되어 올림픽에서 일본의 투수 노모 히데오와 선발 맞대결을 펼치는 등 아마추어 선수 시절부터 '선동열의 뒤를 이을 재목'으로 높이 평가받았으며 중학교 3학년 당시 포철공고로부터 스카우트 손길이 뻗쳤지만 아버지의 반대로 무산됐다. 부산고 3학년 때 1차 3순위 지명을 받았으며 이에 앞서 중앙대 동아대 한양대에서 스카우트 제의가 왔고 고려대 체육교육학과를 졸업한 후 1990년 1억 5천 2백만원의 계약금을 받으며 연고 팀 롯데 자이언츠에 입단했다. 당시 수퍼 베이비라는 별명으로도 불렸으며 대학 1학년 때 최고 시속 156KM의 공을 뿌려 일본 대만까지 명성이 알려졌는데 일본에서는 80년대 초 마운드 영웅 에가와에 비견됐고 대만에서도 "한국의 보물"로 일컬어졌다.

### 롯데 자이언츠시절
신인이었던 1990년에는 데뷔전에서 6타자 연속 탈삼진을 기록하는 등 10승(5선발승) 7패 7세이브를 기록하였는데 당시 감독이었던 김진영 감독이 중반 이후부터 서서히 등판시키겠다는 당초 구상과는 달리 초반 한때 상위권을 질주했지만 팀 순위 다툼이 치열해지자 김진영 감독에 의해 선발-마무리 할 것 없이 마구잡이로 투입됐고  이 때문에 롯데는 정작 승부처인 후반기 이후부터 힘을 쓰지 못했으며  결국 김진영 감독은 그 해 시즌 중 성적 부진으로 중도해임됐고 그 이후 프로야구계에 돌아오지 못했다. 이후 1991년 14승(13선발승) 9패 3세이브 평균자책점 2.47(다승 7위, 평균자책점 6위, 탈삼진 4위), 1992년 한국시리즈 MVP(2승 1세이브), 1993년 5월 13일 6회 강우 콜드게임으로 기록된 쌍방울전에서 비공인 노히트노런 기록, 1994년 6구원승 31세이브(구원부문 2위)로 롯데 자이언츠 구단 사상 최다 세이브 기록, KBO 올스타전 4회 출장(1990, 1991, 1993, 1994) 등의 수준급 성적을 기록하였지만 이후 오른쪽 팔꿈치 부상과 오른쪽 무릎 부상이 악화되어 성적이 나빠져 갔다. 그의 31세이브는 2012년 김사율이 34세이브를 거두어서 구단 사상 최다 세이브 기록을 갱신하였다.
한편, 1993년 4완투승을 모두 완봉승(강우 콜드 노히트노런 1개 포함)으로 거두었는데 이 기록은 역대 저실점 완투경기를 모두 완봉승으로 거둔 투수 중 최고 기록이다.
아울러, 박동희 이후 1995년 강상수 (당시 롯데) 2009년 송승준 (롯데) 2011년 윤석민 (KIA)
이 3완투 3완봉승으로 저실점 완투경기를 모두 완봉승으로 거둔 투수 2위 타이 기록을 세웠는데 이들 중 1995년 강상수는 1993년 박동희가 그랬던 것처럼 방위 복무를 했었다.

### 삼성 라이온즈시절
1997년 6월 26일, 이동수, 박석진(이상 삼성 라이온즈), 박동희, 김종훈(이상 롯데 자이언츠)간의 2:2 트레이드에 의해 삼성 라이온즈로 이적하였다. 삼성 라이온즈는 박동희의 경기 경험을 높이 평가했기에 영입을 추진했다. 그러나 박동희는 이적한 이후에도 좋은 성적을 내지 못하고 2002년 시즌 중 웨이버 공시되어 방출된 뒤, 끝내 재기하지 못하고 은퇴했다. 반대로,롯데로 오게 된 박석진은 2001년 평균자책점 1위를 기록, 삼성으로 오게 된 김종훈은 14년간 삼성의 외야백업으로 쏠쏠한 활약을 하였다.
따라서, 이 트레이드는 양쪽 간의 이득이라고 할 수 있다.
프로 통산 성적은 59승 50패 58세이브이다.

## 은퇴 이후
은퇴 이후에는 야구계를 완전히 떠났고, 서울 소재의 건설 업체 '스파크산업개발'에서 건설 관련 업무에 종사했고 이후에는 해운대구에서 음식점을 운영했다. 2007년 3월 22일, 식당 영업을 마치고 오전 3시 10분경 부산광역시 수영구 광안동에서 자신의 다이너스티 차량을 운전하며 가다 버스승강장 기둥을 들이받는 교통 사고로 사망했다. 향년 40세

## 출신학교
- 대연초등학교
- 초량중학교
- 부산고등학교
- 고려대학교 체육교육학과

## 선수 경력
- 야구 월드컵 국가대표 (1986)
- 올림픽 국가대표 (1988)
- 롯데 자이언츠
- 한일 프로 야구 슈퍼 게임 KBO 선발 (1991)
- 삼성 라이온즈

## 수상 경력
- 야구 월드컵 최다승 (1986, 4승)
- 대륙간컵 최우수 우완 투수 (1989)
- 1992년 한국시리즈 최우수 선수